# Hån (Tännäs socken, Härjedalen, 691798-132588)
Hån är en sjö i Härjedalens kommun i Härjedalen och ingår i Göta älvs huvudavrinningsområde. Sjön har en area på 0,319 kvadratkilometer och ligger 772,7 meter över havet. Hån ligger i Rogen Natura 2000-område.

## Delavrinningsområde
Hån ingår i det delavrinningsområde (691881-132556) som SMHI kallar för Utloppet av Hån. Medelhöjden är 775 meter över havet och ytan är 1,05 kvadratkilometer. Räknas de 18 avrinningsområdena uppströms in blir den ackumulerade arean 21,45 kvadratkilometer. Vattendraget som avvattnar avrinningsområdet har biflödesordning 2, vilket innebär att vattnet flödar genom totalt 2 vattendrag innan det når havet efter 719 kilometer. Avrinningsområdet består mestadels av skog (65 procent). Avrinningsområdet har 0,37 kvadratkilometer vattenytor vilket ger det en sjöprocent på 35,1 procent.